# 因特航空148號班機空難
因特航空148号班机是一架定期航班。1992年1月20日盘旋在斯特拉斯堡国际机场等待降落时坠毁在孚日山脉附近的蒙特圣奥迪尔。机上的96人中87人死亡。

## 事件經過
148航班从法国里昂圣-埃克苏佩里机场机场起飞，于欧洲中部时间19时20分33秒在无线电导航以在斯特拉斯堡国际机场05跑道进行VOR/DME进场时坠毁在海拔2,620英尺（800）的山上。
飞行员并没有收到警告，因为因特航空没有给这架飞机配备地面迫近警告系統。这是因为因特航空由于与法国高速列车竞争而鼓励飞行员在低空层高速飞行（在低于10,000英尺的时候速度高达350节，其他航空公司一般不超过250节），而地面迫近警告系統给出了太多扰人的警告。
148航班事故被认为是因飞行员不熟悉空中客车A320复杂的电脑系统而导致的系列事故中的第三起。法國航空事故調查處（BEA）认为飞机坠毁的原因是飞行员无意中将自动驾驶仪设置为垂直速度模式，而不是飞行航径角模式，因而错误地把航跡角設成下降速度，即原本3.3°的下降率被變成了每分钟下降3,300英尺（1,000）在这次事故之后，空中客车自动驾驶仪被修改，当处于垂直速度模式时显示四位数字，以避免与飞行航径角模式混淆。
导致这起事故的还有其他因素。当调查人员将下降数据输入到飞行模拟器，他们发现模拟的飞机没有坠毁。进一步的调查表明，在遇到一些小的湍流后，自动驾驶仪的一项安全功能会加速飞机下降，从而导致了这起事故。

## 事故之后
这个事故被制成空中浩劫第9季的“Crashed and Alone”。